# روبرتو خيمينيز غاغو

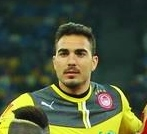

روبيرتو خيمينيز غاغو (بالإسبانية: Roberto Jiménez Gago)‏ (مواليد 10 فبراير 1986 في مدريد - إسبانيا) لاعب كرة قدم إسباني يلعب حاليا لصالح نادي الدرجة الأولى أتلتيكو مدريد الإسباني منذ 2009 في مركز حارس مرمى .

## روابط خارجية
- روبرتو خيمينيز غاغو على موقع الاتحاد الدولي (مؤرشف)  (الإنجليزية)
- روبرتو خيمينيز غاغو على موقع الاتحاد الأوربي (الإنجليزية)
- روبرتو خيمينيز غاغو على موقع قاعدة بيانات كرة القدم.إي يو (الإنجليزية)
- روبرتو خيمينيز غاغو على موقع Soccerbase.com (لاعب) (الإنجليزية)
- روبرتو خيمينيز غاغو على موقع Soccerway.com (الإنجليزية)
- روبرتو خيمينيز غاغو على موقع عالم كرة القدم.نت (الإنجليزية)
- روبرتو خيمينيز غاغو على موقع AS.com (الإسبانية)